# Структура кристалу (фільм)
«Структура кристалу» (пол. «Struktura kryształu»; у радянському прокаті — «Роздуми») — польський художній фільм 1969 року режисера Кшиштофа Зануссі. Перший художній фільм Зануссі.

## Сюжет
Двоє друзів в молодості разом вивчали фізику. Тепер Марек — солідний і успішний учений, а Ян — скромний метеоролог, який працює на маленькій лісовій станції. Кожному з них не вистачає того, що має інший...

## У ролях
- Барбара Вжесинська
- Анджей Жарнецький
- Моніка Дзенісевич-Ольбрихська

## Творча група
- Сценарій: Кшиштоф Зануссі
- Режисер: Кшиштоф Зануссі
- Оператор: Стефан Матияшкевич
- Композитор: Войцех Кіляр